# Suprema Corte do Gana
A Suprema Corte (português brasileiro) ou Supremo Tribunal (português europeu) do Gana é o mais alto órgão judicial do Gana. A constituição do Gana, em 1992, garante a independência e a separação do Judiciário dos braços do governo Legislativo e Executivo.

## Historia
A Suprema Corte foi estabelecida pela Portaria da Suprema Corte (1876) como o mais alto tribunal da Costa do Ouro (hoje Gana) durante a era colonial. Os recursos da Suprema Corte foram para o Tribunal de Apelações da África Ocidental, estabelecido em 1866. Gana retirou-se do Tribunal de Apelações da África Ocidental após a independência. Após o golpe de estado militar de 24 de fevereiro de 1966, o Conselho Nacional de Libertação, pelo Decreto dos Tribunais de 1966, aboliu o Supremo Tribunal Federal e investiu poder judicial em dois conjuntos de tribunais: o Superior Tribunal de Justiça, Judicatura e Tribunais inferiores. Isso foi revertido pelo artigo 102 da constituição de 1969 que estabelece a segunda república. Após o golpe de 13 de janeiro de 1972, a Suprema Corte foi novamente abolida pelo Conselho Nacional de Redenção, com a razão de a constituição de 1969 ter sido suspensa e, portanto, não havia necessidade de um tribunal "interpretar e fazer cumprir". Suas funções foram transferidas para o Tribunal de Recurso. Isso foi novamente revertido pela constituição de 1979, quando a terceira república foi estabelecida em 24 de setembro de 1979. A Suprema Corte foi mantida intacta após o golpe de 31 de dezembro de 1981 pelo Conselho Provisório de Defesa Nacional, embora tenha alterado o sistema judicial através da introdução de tribunais públicos.
Em 2 de julho de 2013, a Suprema Corte condenou o editor-chefe do jornal Daily Searchlight, Ken Kuranchie, a 10 dias de prisão por chamar os 9 juízes de hipócritas e seletivos.

## Status atual
A constituição de 1992 estipula que a Suprema Corte é composta pelo Chefe de Justiça e não menos que nove outros juízes da Suprema Corte. O Chefe de Justiça é nomeado pelo Presidente do Gana, atuando em consulta com o Conselho de Estado e com a aprovação do Parlamento do país. Os outros juízes da Suprema Corte são nomeados pelo Presidente, deliberando sob conselho do Conselho Judicial e em consulta com o Conselho de Estado. Isso também deve ser com a aprovação do Parlamento. A Constituição de 1992 aboliu todos os tribunais públicos e criou o Tribunal Regional, cujo presidente foi equiparado ao juiz do Supremo Tribunal.

## Juízes da Suprema Corte

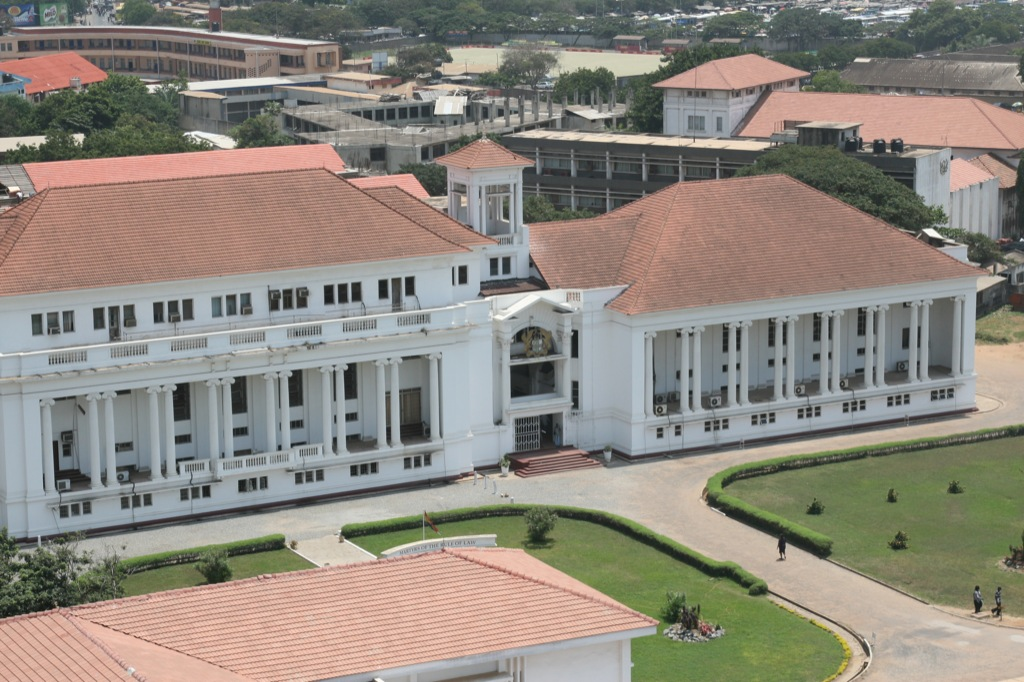
Vista aérea do prédio da Suprema Corte

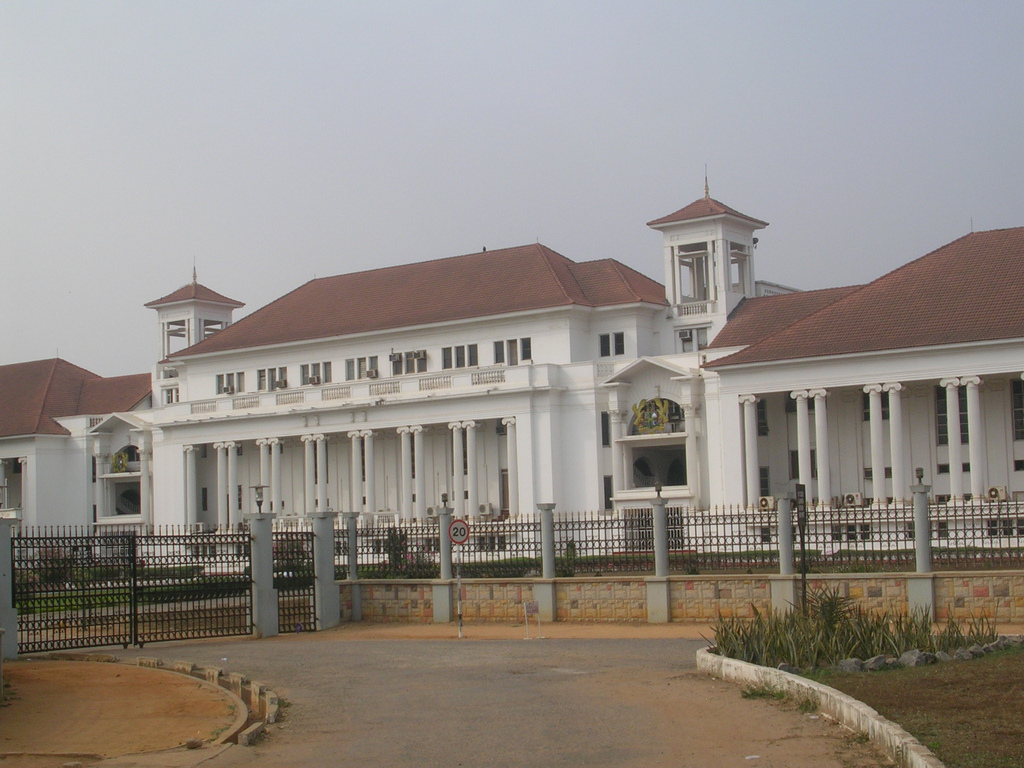
Vista frontal do prédio da Suprema Corte

A seguir, é apresentada uma lista dos juízes da Suprema Corte. Em julho de 2018, a presidente Nana Akufo-Addo nomeou quatro novos juízes para a Suprema Corte. Eles eram Samuel K. Marful-Sau e Agnes MA Dordzie, ambos juízes do Tribunal de Apelação, Nii Ashie Kotey, ex-decana da Faculdade de Direito da Universidade de Gana e Nene AO Amegatcher, advogada em consultório particular que também é ex-presidente da Ordem dos Advogados do Gana. Um dos juízes mais antigos da corte, William Atuguba se aposentou no mesmo mês. Ele estava na Suprema Corte depois de ser nomeado por Jerry Rawlings em novembro de 1995 até julho de 2018. A última Chefe de Justiça feminina foi Sophia Akuffo. Ela foi a última juíza da Suprema Corte nomeada por Jerry Rawlings a se aposentar. Ela se aposentou em 20 de dezembro de 2019 e foi substituída por Kwasi Anin-Yeboah em 7 de janeiro de 2020. Em dezembro de 2019, o presidente Akufo-Addo nomeou três novos juízes para a Suprema Corte. Eles eram Mariama Owusu, Lovelace Johnson e Gertrude Tokornoo. Eles substituirão Sophia Adinyira, Vida Akoto-Bamfo e Sophia Akuffo que se aposentaram ou estão se aposentando.
| Lista de juízes da Suprema Corte de Gana | Lista de juízes da Suprema Corte de Gana | Lista de juízes da Suprema Corte de Gana |
| Juiz                                     | Data da indicação                        | Presidente                               |
| ---------------------------------------- | ---------------------------------------- | ---------------------------------------- |
| Kwasi Anin-Yeboah (Chefe de Justiça)     | Junho 2008                               | John Kufuor                              |
| Julius Ansah                             | Julho 2004                               | John Kufuor                              |
| Jones Victor Mawulorm Dotse              | Junho 2008                               | John Kufuor                              |
| Paul Baffoe-Bonnie                       | Junho 2008                               | John Kufuor                              |
| Nasiru Sulemana Gbadegbe                 | Outubro 2009                             | John Atta Mills                          |
| Anthony Benin                            | 11 Novembro 2012                         | John Mahama                              |
| Yaw Appau                                | 29 Junho 2015                            | John Mahama                              |
| Gabriel Pwamang                          | 29 Junho 2015                            | John Mahama                              |
| Samuel Marful-Sau                        | 13 Julho 2018                            | Nana Akufo-Addo                          |
| Agnes M.A Dordzie                        | 13 Julho 2018                            | Nana Akufo-Addo                          |
| Nii Ashie Kotey                          | 13 Julho 2018                            | Nana Akufo-Addo                          |
| Nene Amegatcher                          | 13 Julho 2018                            | Nana Akufo-Addo                          |
| Mariama Owusu                            | 17 Dezembro 2019                         | Nana Akufo-Addo                          |
| Lovelace Johnson                         | 17 Dezembro 2019                         | Nana Akufo-Addo                          |
| Gertrude Torkornoo                       | 17 Dezembro 2019                         | Nana Akufo-Addo                          |